# Ajos Teodoros Tilirias
Ajos Teodoros Tilirias (gr. Άγιος Θεόδωρος Τιλλιρίας) – wieś w Republice Cypryjskiej, w dystrykcie Nikozja. W 2011 roku była niezamieszkana.